# ボリス・ドゥブロフスキー
ボリス・ドゥブロフスキー（Boris Yakovlevich Dubrovsky、露: Борис Яковлевич Дубровский、1939年10月8日 - 2023年8月14日）は、ソビエト連邦の元ボート（ローイング）選手である。彼は、1964年に開催された東京オリンピックの男子ボート競技ダブルスカルで金メダルを獲得した。

## 経歴
モスクワ生まれ。身長は181センチメートル、体重は74キロ。オレグ・チューリンと組んでボートのダブルスカル競技で活躍し、1964年のヨーロッパ選手権で金メダルを獲得したのを始め、1962年の世界選手権と1965年のヨーロッパ選手権で銀メダル、1963年のヨーロッパ選手権で銅メダルなどの実績を上げた。
13の国が出場した東京オリンピックのダブルスカル競技では、チューリンと組んでメダル獲得に挑んだ。予選では2組で6分51秒03の記録を出して1位となり、決勝に進出した。決勝では7分10秒66と予選よりタイムを落としたものの、2位のアメリカや3位のチェコスロバキアなどを抑えて優勝を果たした。
ドゥブロフスキーは、ソビエト国内の競技会でもチューリンとのペアでダブルスカルで3回優勝した実績を残している。